# Bugat (distrikt i Mongoliet, Bajan-Ölgij)
Bugat (mongoliska: Бугат Сум, Бугат, Bugat Sum) är ett distrikt i Mongoliet.   Det ligger i provinsen Bajan-Ölgij, i den västra delen av landet, 1 200 km väster om huvudstaden Ulaanbaatar.